# Cambil, Spanien
Cambil är en kommunhuvudort i Spanien.   Den ligger i provinsen Provincia de Jaén och regionen Andalusien, i den södra delen av landet, 300 km söder om huvudstaden Madrid. Cambil ligger 773 meter över havet och antalet invånare är 3 061.
Terrängen runt Cambil är kuperad söderut, men norrut är den bergig. Cambil ligger nere i en dal. Runt Cambil är det glesbefolkat, med 20 invånare per kvadratkilometer. Närmaste större samhälle är Mancha Real, 12,6 km norr om Cambil. Omgivningarna runt Cambil är i huvudsak ett öppet busklandskap.